# Коапилья
Коапилья (исп. Coapilla) — посёлок в Мексике, штат Чьяпас, входит в состав одноимённого муниципалитета и является его административным центром. Численность населения, по данным переписи 2020 года, составила 3770 человек.

## Общие сведения
Название Coapilla с языка науатль можно перевести как — горный венец
Поселение было основано в доиспанский период. В 1524 году индейцы соке, населявшие его, начали переселяться в Коацакоалькос. В 1778 году в поселении проживало 118 сокенцев.
В 1826 году Коапилья наделяется сельскохозяйственными землями и получает статус деревни, а в 1849 году ей отводятся дополнительные земли.
19 августа 1880 году проводится план реконструкции Коапильи и она получает статус посёлка.
31 июля 1909 года в Коапилье начинается строительство муниципальной школа.